# Marko Križevčanin
Marko Stjepan Krizin ili Marko Križevčanin (Križevci, oko 1588. – Košice, 7. rujna 1619.) bio je hrvatski katolički svećenik, profesor, kanonik, misionar i mučenik. Katolička Crkva štuje ga kao sveca.

## Životopis

### Mladost i školovanje
Rođen je oko 1588. godine u Križevcima. Najprije je pošao u vojnu školu, poput svoga oca, ali je ubrzo promijenio životni odabir. Osnovnu izobrazbu vjerojatno je stekao u rodnom gradu, a zatim je završio isusovačku gimnaziju u Beču (1600.-06.). Humanističke znanosti i filozofiju je studirao u Grazu u zavodu „Ferdinandeum” (1606.–11.). U spomenutom Zavodu bio je član marijanske kongregacije „Marijino Naviještenje”. Dana 20. ožujka 1609. proglašen je magistrom. Na početku profesorske karijere, kao svećenički kandidat Zagrebačke biskupije, primljen je u rimski kolegij „Germanicum et Hungaricum” te je na Gregorijanskom sveučilištu studirao teologiju od 1611. do 1615. godine. Dana 22. prosinca 1612. primio je tonzuru, 13. ožujka 1613. red vratara te iste godine 1. lipnja red lektora, 21. rujna red egzorcista te 21. prosinca red akolita. Dana 15. ožujka 1614. biskup Caesar Fedele zaredio ga je za podđakona.

### Svećeništvo
Za svećenika ga je zaredio biskup Ulpiano Volpi u lateranskoj bazilici, 4. travnja 1615. godine. Postavši svećenik, vratio se u svoju biskupiju te je kratko vrijeme u Križevcima i okolici pastoralno djelovao. Petar kard. Pázmány pozvao ga je u Mađarsku te ga imenovao profesorom i ravnateljem sjemeništa u Trnavi. Zatim ga je imenovao ostrogonskim kanonikom (1616.) i arhiđakonom u Komárnom (1618.). Kasnije mu je povjerio i upravu benediktinske opatije Széplak, kod Košica, koja je tada bila vlasništvo ostrogonskoga kaptola. Godine 1619. neuspješno je molio varadinskoga biskupa Jánosa Telegdija da ga oslobodi službi.

### Mučeništvo
Košice su u to doba bile utvrda mađarskog kalvinizma. Kako bi ojačao položaj malobrojnih katolika, gradski je upravitelj, namjesnik kralja Matije II., Andrija Dóczy, pozvao u Košice dva isusovca: Stjepana Pongrácza i Melkiora Grodzieckoga. Zbog službe koju je obavljao, Marko je često putova o u Košice gdje je sklopio prijateljstvo s navedenim isusovcima.
Kada su Marko i Stjepan čuli da će Rákóczy uskoro zauzeti Košice, požurili su u grad kako bi pomogli domaćim katolicima i Melkioru koji se već odprije nalazio u gradu. Dana 5. rujna 1619. zapovjednik kalvinske vojske, Juraj Rákóczy, zauzeo je Košice,. Istoga dana naređeno je da se trojica svećenika utamniče te da ih čuva straža od 10 vojnika. Optužili su trojicu svećenika da su 13. srpnja 1619., izazvali požar u gradu. Svećenici su uhićeni iako ne zbog navodnog podmetanja požara nego zbog nedopuštenog vjerskog djelovanja.
Za vrijeme ispitivanja i kalvinističkih zahtjeva da se odreknu „papističke” vjere, Marko je odgovorio: „Svojoj sam vjeri, pravoj vjeri, toliko odan, da sam u svakom trenutku spreman za nju dati i svoj život.” Zatim je uslijedilo mučenje gdje su ih mučitelji tukli, rezali im dijelove tijela, davili, vješali za ruke, vezali utege za noge, potpaljivali vatrom, udarali po spolnim organima i od toga zbijali šale itd. Za vrijeme tamničenja bilo im je zabranjeno jesti i piti.. Zapovjednik vojske nudio je Marku opatiju u Széplaku ako prijeđe na kalvinizam, što je ovaj odbio.
Na kraju su, 7. rujna, Melkioru i Marku odrubili glave, a Stjepana dotukli udarcima po glavi te je on umro 8. rujna. Tijela su im nakon mučenja bačena u zahodsku jamu.

## Štovanje
Pobožna žena Sofija Gadóczy s tri gospođe zamolila je suprugu košičkog suca da pomoću svog supruga isposluje prijenos tijela mučenika. O tome se kasnije raspravljalo i u gradskom vijeću, koje je naredilo gradskom krvniku da tijela sahrani na drugo mjesto. U ožujku 1620. u Košicama se nalazio palatin kraljevstva grof Sigismund Forgách, sa svojom suprugom Katarinom Pálffy kako bi sklopio primirje u ime kralja Ferdinanda II. sa knezom Betlenom. Tom je zgodom Betlen priredio veliku svečanost gdje je više puta groficu Katarinu molio za ples. Ona je konačno pristala uz uvijet da joj pokloni tijela košičkih mučenika. Betlen je na kraju pristao uz uvjet da se iskop i prijenos tijela odvije po noći i brzo.
U ožujku 1620., njihovi su posmrtni ostatci preneseni u Alsó-Sebes, a zatim u Hertník. Od 1635. grofica Katarina šalje posmrtne ostatke u samostan klarisa u Trnavi gdje je njezina kćerka Marija Forgách bila poglavarica. Nakon ukidanja toga samostana, kosti mučenika prenesene su u uršulinski samostan u Trnavi 1784. godine. Kasnije je relikvija lubanje Marka Križevčanina pohranjena u ostrogonskoj bazilici.
Nadbiskup Pazmany otvorio je 1628. godine biskupijski proces kojim su se ispitale okolnosti mučeništva. Drugi istražni postupak za beatifikaciju mučenika proveden je 1661. godine. Postupak je ponovo pokrenut 5. srpnja 1855. godine. Od 22. rujna 1859. potvrđen im je naslov časnih slugu Božjih. Blaženima ih je proglasio papa Pio X., u Rimu, 15. siječnja 1905., a svetima papa Ivan Pavao II. u Košicama, 2. srpnja 1995. godine.
Spomendan sv. Marka Križevčanina je 7. rujna.
U Košicama je na mjestu mučeništva potkraj 17. st. podignuta crkva te 1923. u košičkoj katedrali oltar njima u čast. Posvećene su mu brojne crkve i kapele u Hrvatskoj: Zagreb (1941.), Pofuki (1974.), Vratnik (1994.), Pomperovec (1999.), Lepa Ves (2003.), Donja Šemnica (2011.). Također postoji i kapela u Skradniku (2005.), u sklopu doma po njemu nazvanoga dobrotvornoga društva, koje je osnovano 1936. i obnovljeno 1994. godine. Posvećena mu je i kapela u rodnome gradu, a po njemu se zove i rimokatolička župa u Križevcima. Zaštitnik je Bjelovarsko-križevačke biskupije. Nadalje, jedna policijska kapelanija Vojnog ordinarijata Republike Hrvatske, PU koprivničko-križevačke županije nosi ime „Sveti Marko Križevčanin“, čiji se Dan kapelanije obilježava svake godine 6. rujna.

### U umjetnosti
Godine 2013. snimljen je dokumentarni film Marko Križevčanin – u obrani vjere. U Zagrebu su mu posvećeni izložba (crkva sv. Marka Križevčanina, 1995.) i koncert 2008. godine. U Križevcima od 1996. godine djeluje međunarodna likovna kolonija, nazvana po njemu. Godine 2008. objavljen je CD Molitva svetom Marku Križevčaninu te molitvenik Sveti Marko Križevčanin. Oratorij Bl. Marko Križevčanin mu je posvetio Vjekoslav Hranilović (Zagreb, 1925.). Prikazan je i u književnosti (Kristijan Lončarević, Marcus Crisinus) te u stripu (Martin i Hrvoje Pleše, Sv. Marko Križevčanin, Zagreb, 2012.).

## Galerija
- Relikvija sv. Marka Križevčanina u crkvi sv. Ane u Trnavi u Slovačkoj.
- Slika košičkih mučenika u crkvi sv. Ane u Trnavi u Slovačkoj.
- Vitraj Sv. Marka Križevčanina u crkvi Gospe Lurdske u Rijeci.
- Kip sv. Marka Križevčanina u kapeli sv. Marka Križevčanina u Križevcima.
- Relikvija u bazilici u Esztergomu u Mađarskoj.
- Reljef u čast košičkih mučenika u Košicama u Slovačkoj.
- Kip sv. Marka Križevčanina na pročelju Varaždinske katedrale.

### Knjige
- Horvat, Karlo. 1904. Život blaženog Marka Križevčanina mučenika. Tisak C. Albrechta. Zagreb.
- Peklić, Ivan. 1995. Hrvatski mučenik sveti Marko Križevčanin. Prijevod: Plačko, Ljudevit. Veda. Zagreb.

### Članci
- Armanda, Ivan. 2019. Marko Križevčanin. Hrvatski biografski leksikon. Zagreb.  journal zahtijeva |journal= (pomoć)
- Perić, Ratko. 2018. Sveti Marko Križevčanin. Crkva na kamenu. Mostar (453./4.): 4.-7.

### Mrežna sjedišta
- Marko Križevčanin, sv. www.enciklopedija.hr. Pristupljeno 7. rujna 2023.
- Zaštitnik biskupije sv. Marko Križevčanin. www.biskupija-bk.hr. Pristupljeno 9. rujna 2023.

## Poveznice
- Košice
- Stjepan Pongrácz
- Melkior Grodziecki
- Crkva sv. Marka Križevčanina u Zagrebu
- Kapela sv. Marka Križevčanina u Križevcima

## Vanjske poveznice

### Ostali projekti
|  | Zajednički poslužitelj ima još gradiva o temi Marko Križevčanin |
|  | Wikicitati imaju zbirke citata o temi Marko Križevčanin         |